# Marek Beneš
Marek Beneš (ur. 21 listopada 1960 w Pradze) – czeski reżyser i scenarzysta serialu animowanego Sąsiedzi. Syn Lubomira Beneša.

## Filmografia

### Reżyser
- od 1992: Sąsiedzi

### Scenarzysta[2]
- od 1992: Sąsiedzi
- 1987–1997: Jája a Pája

### Animator
- 1989–1992: Sąsiedzi